# Lávka Dagmar Šimkové
Lávka Dagmar Šimkové se nachází v českém městě Písek, překovává řeku Otavu a slouží pro pěší a cyklisty. Spojuje lokality Hradiště a Václavské předměstí na jihozápadě města. Byla otevřena 26. září 2018, stála zhruba 50 milionů. Byla pojmenována podle Dagmar Šimkové, politické vězeňkyně československého komunistické režimu. Za architektonickým návrhem stojí ateliér Josefa Pleskota, projekt zpracoval Vladimír Janata z projekční kanceláře Excon, lávku realizovala firma Metrostav. Záměr postavení lávky vznikl za volebního období 2010 až 2014, kdy byl starostou Ondřej Veselý.

## Popis
Lávka se skládá ze dvou nestejně dlouhých ramen – lávek pro pěší a cyklisty šířky 3,3 m. Obě lávky jsou půdorysně přímé, ale nejsou půdorysně souosé, připomínají strany trojúhelníka. Lávky se setkávají na plošině čtvercového tvaru na pilíři, který je umístěn v řece blíže k jejímu levému břehu. Lávka z levého břehu má rozpětí 46,7 m a lávka z pravého břehu měří 81,7 m. Levá lávka je rovnoběžná s jezem a je zavěšená na třech dvojicích závěsů. Lávka z pravého břehu je visutá na dvou lanech. Mostovka je umístěna na co nejnižší úroveň s ohledem na úroveň hladiny stoleté vody.

## Ocenění

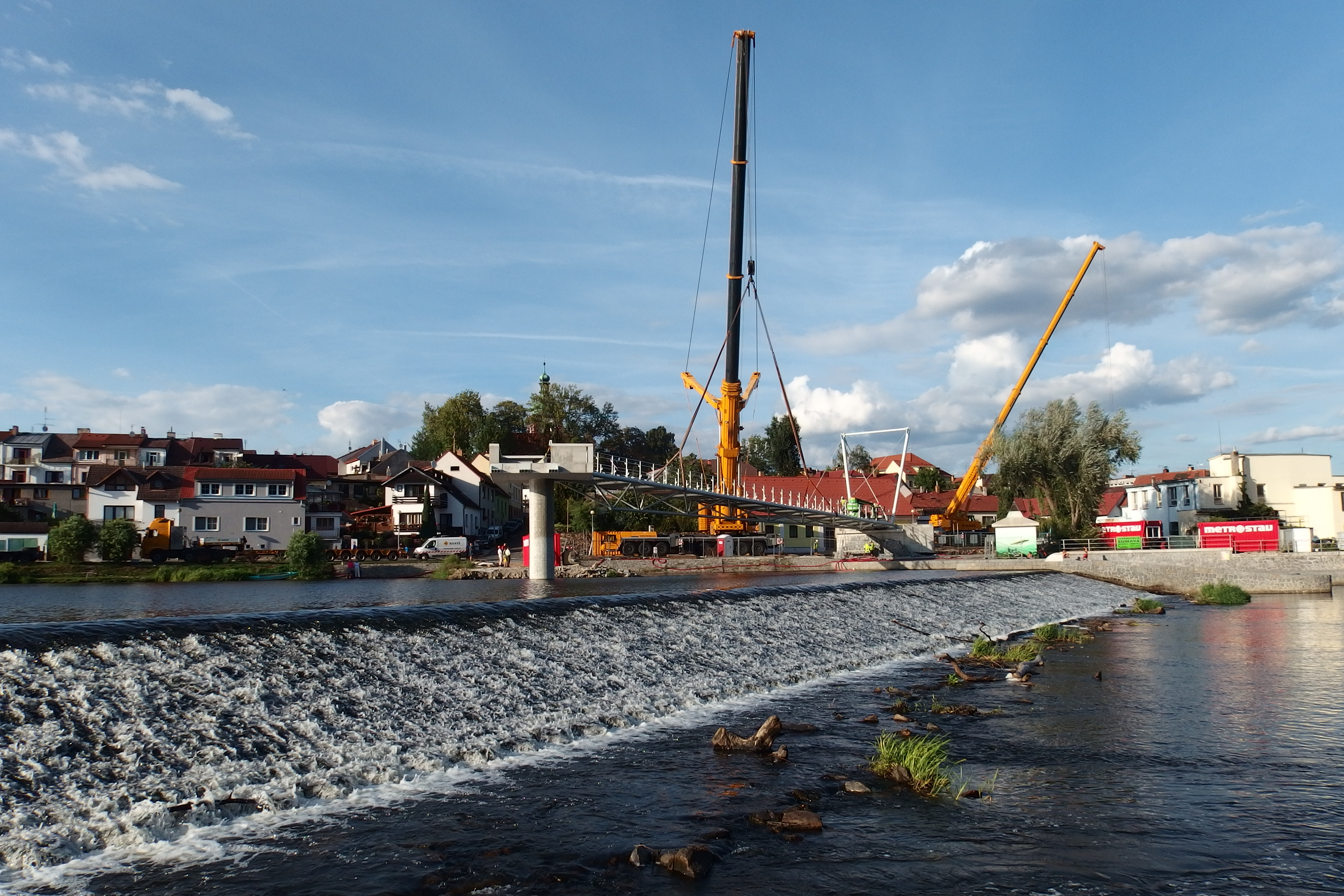
Stavba lávky

- Titul PRESTA – prestižní stavba jižních Čech v kategorii Dopravní a ostatní inženýrské stavby – mosty a lávky. Cena byla udělena 10. dubna 2019 v rámci soutěže PRESTA Jižní Čechy 2016–2018.[9][10]
- Titul Česká dopravní stavba v kategorii A4 dopravní stavby ostatní. Porota ocenila architektonicky ojedinělé řešení založené na netradičním spojení dvou konstrukčních systémů – části visuté a části zavěšené. Cena byla udělena 18. června 2019 v rámci 16. ročníku celostátní soutěže Česká dopravní stavba, technologie, inovace roku 2018.[11][12][13]
- V červenci 2019 byla stavba nominována do finálového výběru na Evropskou cenu 2018 v Mezinárodní stavební soutěži pořádané v polské Bydhošti.[14]